# Aircrack
Aircrack-ng est une suite de logiciels de surveillance des réseaux sans fil dont l'utilisation principale est de « casser » les clés WEP et WPA des réseaux WIFI. C'est en fait une « reprise » du logiciel aircrack (premier du nom) qui a été abandonné.
C'est un fork de Aircrack, lequel fut développé sous licence GPL v2 par Christophe Devine (diplômé de l'ENSIIE et consultant en sécurité informatique) puis repris par Thomas d'Otreppe (diplômé de l'École supérieure d'informatique) sous le nom de Aircrack-ng. Il est disponible sous Windows, Linux et FreeBSD.
En tant qu'outil de surveillance réseau, Aircrack a été conçu pour tester la sécurité de son propre réseau. Cependant, ces logiciels peuvent permettre à un pirate informatique d'entrer sans autorisation sur un réseau informatique, ce que de nombreux pays répriment comme un délit.

## Fonctionnalités
La suite Aircrack-NG contient entre autres les outils suivants :
- aircrack-ng : casseur de clés WEP statiques et WPA-PSK (nouveau type de casseur : PTW)
- airdecap-ng : décrypteur de fichiers WEP/WPA capturés
- airdriver-ng : permet de patcher les drivers, par exemple pour le cas du rtl8187, ce qui est utile pour faire l'injection de paquet
- aireplay-ng : programme d'injection de paquets 802.11 (disponible sous Linux et FreeBSD seulement)
- airmon-ng : permet d'activer/désactiver le mode moniteur d'une carte wifi. Dans ce mode la carte wifi, se place en « observateur » du réseau
- airodump-ng : programme de capture de paquets 802.11
- airolib-ng : utile pour l'attaque par force brute de clef WPA. Il crée une base de données contenant les fichiers dictionnaire pour un ou plusieurs SSID. Le crack est très rapide avec cette méthode, cependant la création de la base de données reste très longue
- airserv-ng : permet de lancer une machine avec une interface en mode moniteur, et l'utiliser depuis une autre machine avec la suite aircrack-ng, en spécifiant l'adresse IP et le port
- airtun-ng : programme pour la création d'une interface virtuelle
- easside-ng : permet de communiquer à un point d'accès en WEP sans connaître la clé
- packetforge-ng : permet de forger des paquets ARP, UDP, ICMP ou personnalisés
- wesside-ng : Crack automatiquement une clef WEP en essayant toutes les attaques (sauf les attaques Chopchop et Fragmentation)

## Fonctionnement
Le principe d'utilisation d'Aircrack pour cracker les clefs WEP est la capture de vecteurs d'initialisation (IV) avec airodump tout en augmentant le trafic grâce à aireplay. Certains IV laissent filtrer des renseignements sur certains bits de la clef WEP. Une fois récoltés un nombre suffisant d'IV, on peut alors commencer une attaque statistique avec aircrack.
Il faut environ entre 40 000 et un million d'IV pour briser une clef WEP de 128 bits. Le crack de WPA-PSK lui est basé sur une attaque par dictionnaire après récolte de paquets ce qui la rendrait impossible en un temps raisonnable si la clef respectait les recommandations fondamentales sur les mots de passe.
D'autres programmes comme kismet peuvent être utilisés à la place d'airodump pour capturer des paquets, mais sont déconseillés en cas d'injection via le même adaptateur.
Aircrack est disponible sous Windows, Linux et FreeBSD (aireplay ne fonctionne que sous Linux et FreeBSD 7).
Pour Windows, les fichiers supplémentaires sont nécessaires :
- Le pilote AiroPeek (toutes les cartes ne sont pas compatibles)
- La bibliothèque logicielle Cygwin cygwin1.dll est requise.

### Aircrack-PTW
Aircrack-PTW est une version modifiée de aircrack permettant de « casser » beaucoup plus rapidement une clé WEP. Cet outil ne fonctionne que pour des clefs WEP de 40 ou 104 bits.
Celui-ci s'utilise accompagné des applications airodump-ng (pour écouter le trafic) et aireplay-ng (pour générer du trafic) faisant partie de la suite aircrack-ng.
Aircrack-ptw est intégré à la suite aircrack-ng depuis la version 0.9.1. Pour cela il suffit de lancer aircrack-ng avec l'option -z (PTW attack).

## Compatibilité
Une des principales limites du logiciel est sa compatibilité restreinte avec les différentes cartes Wi-Fi. Tous les types de cartes (USB, PCI et PCMCIA) sont reconnus, mais en fonction du modèle de puce employé (chipset), les performances varient. Il n'existe pas de pilote pleinement compatible avec Aircrack. Certains ne proposent pas l'injection, le mode monitor… Une liste des puces prises en charge ou non est disponible, avec une liste des meilleures cartes compatibles.